# Sergio Moreno Martínez
Sergio Moreno Martínez (Pamplona, España; 1 de enero de 1999), conocido como Sergio Moreno, es un futbolista español. Juega de delantero y su equipo actual es el Club Deportivo Atlético Baleares de la Segunda División RFEF.

## Trayectoria
Aunque nacido en Pamplona, sus inicios están ligados al fútbol madrileño. Arrancó su andadura en el RSD Alcalá y en las categorías inferiores del Atlético de Madrid. Tras un breve paso por la cantera del CD Tenerife, en noviembre de 2016, llegó al equipo juvenil del Rayo Vallecano. En el equipo vallecano se reconvirtió en delantero centro de la mano de Ángel Dongil. En la temporada 2017-18, anotó 21 goles en División de Honor Juvenil. Además debutó con el filial y anotó con el equipo de Luis Cembranos en el tramo final de campeonato.
El 25 de agosto de 2018 hizo su debut en la segunda jornada de la Primera División temporada 2018-19 con el primer equipo del Rayo Vallecano en un encuentro frente al Atlético de Madrid en el Estadio Wanda Metropolitano, en el que el delantero jugaría los últimos 13 minutos del partido. Durante la temporada 2018-19, formaría parte del Rayo Vallecano B de la Tercera División.
En la temporada 2019-20, el delantero pamplonés fue cedido al Valencia Mestalla de Segunda División B. Con el filial ché, disputó un total de 25 partidos con un bagaje de cinco goles y una asistencia tras 1.811 minutos disputados en la categoría de bronce.
El 3 de octubre de 2020 debutó en Segunda División con el Rayo Vallecano en un encuentro frente al Málaga CF, que acabaría por victoria por cuatro goles a cero, saliendo en los minutos finales del encuentro. Dos días después se hizo oficial su cesión al CD Mirandés de la misma categoría.
El 14 de enero de 2022 firmó por la SD Amorebieta de Segunda División, cedido hasta final de temporada.
El 31 de agosto de 2022, firma por el Club Atlético Osasuna "B" de la Primera División RFEF, cedido por el Rayo Vallecano.
El 29 de septiembre de 2023, firma por el Club Deportivo Estepona Fútbol Senior de la Segunda División RFEF.
En agosto de 2024 fichó por el Club Deportivo Atlético Baleares de la Segunda División RFEF por una temporada.

## Clubes
Actualizado al último partido disputado el 29 de septiembre de 2024.
| Club                                  | País   | Año         | Partidos (Goles) |
| ------------------------------------- | ------ | ----------- | ---------------- |
| Rayo Vallecano B                      | España | 2018 - 2020 | 37 (13)          |
| Rayo Vallecano                        | España | 2019-2023   | 4 (0)            |
| Valencia Mestalla (cedido)            | España | 2019-2020   | 25 (5)           |
| CD Mirandés (cedido)                  | España | 2020-2021   | 24 (2)           |
| SD Amorebieta (cedido)                | España | 2022        | 16 (0)           |
| Club Atlético Osasuna "B" (cedido)    | España | 2022-2023   | 29 (1)           |
| Club Deportivo Estepona Fútbol Senior | España | 2023-2024   | 26 (4)           |
| Club Deportivo Atlético Baleares      | España | 2024-       | 0 (0)            |